# 张晖 (计算机科学家)
张晖（1966年—），男，华裔美籍计算机科学家。

## 生平
1988年获得北京大学计算机科学学士学位，1989年获得伦斯勒理工学院计算机工程硕士学位，1993年获得加州大学伯克利分校计算机科学博士学位。1995年加入卡内基·梅隆大学任教，2006年在硅谷成立互联网公司Conviva并担任首席科学官和董事会主席。

## 荣誉
- 1996年获得国家科学基金会职业成就奖
- 2000年获得斯隆奖[8]
- 2005年被评为美国计算机学会会士[9]